# Сайдак

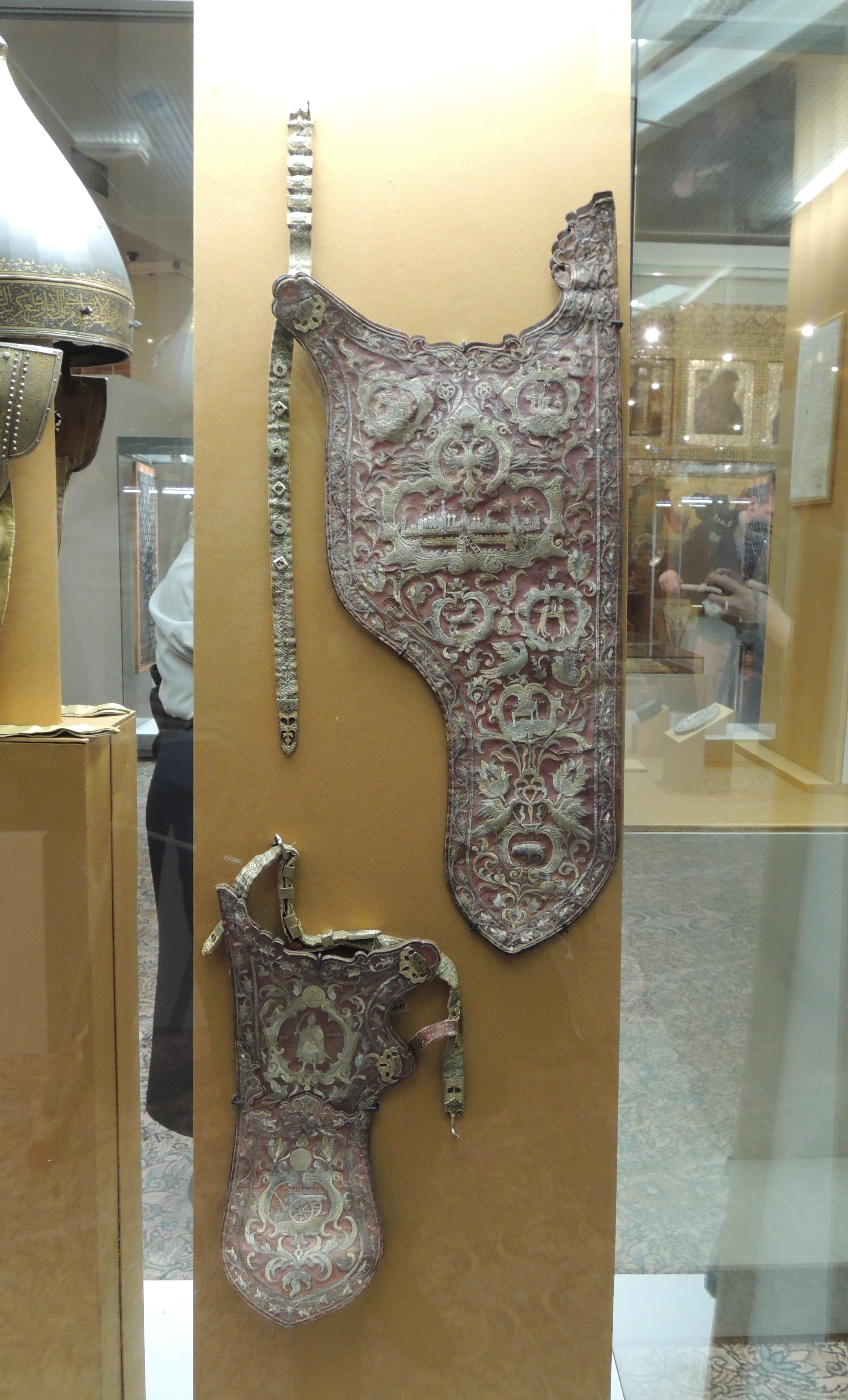
Саадак (колчан и налуч) царя Алексея Михайловича. Москва, Оружейная палата Кремля, 1673. Мастер — Андреев Прокофий. Серебро, ткань, кожа (домашней козы). Шитье, золочение, чернь, резьба. ММК

Сайдак (также сагайдак, садак, саадак, сагадак, согодак) — набор вооружения конного лучника. Состоял из лука в налуче и стрел в колчане (иначе в туле), а также чехла для колчана (тохтуи или тахтуи). Был распространён у тюркских народов, монголов, а также на Руси до XVII века.
Сайдаком также называли только чехол для лука (налуч, налучник).
Сайдаки часто украшались. В Оружейной палате хранится кожаный сайдак царя Алексея Михайловича, украшенный шитьём серебряными и золотыми нитями.
Под сайдаком мог носиться подсайдачный нож.
Аналогом сайдака был скифский горит.

## Этимология

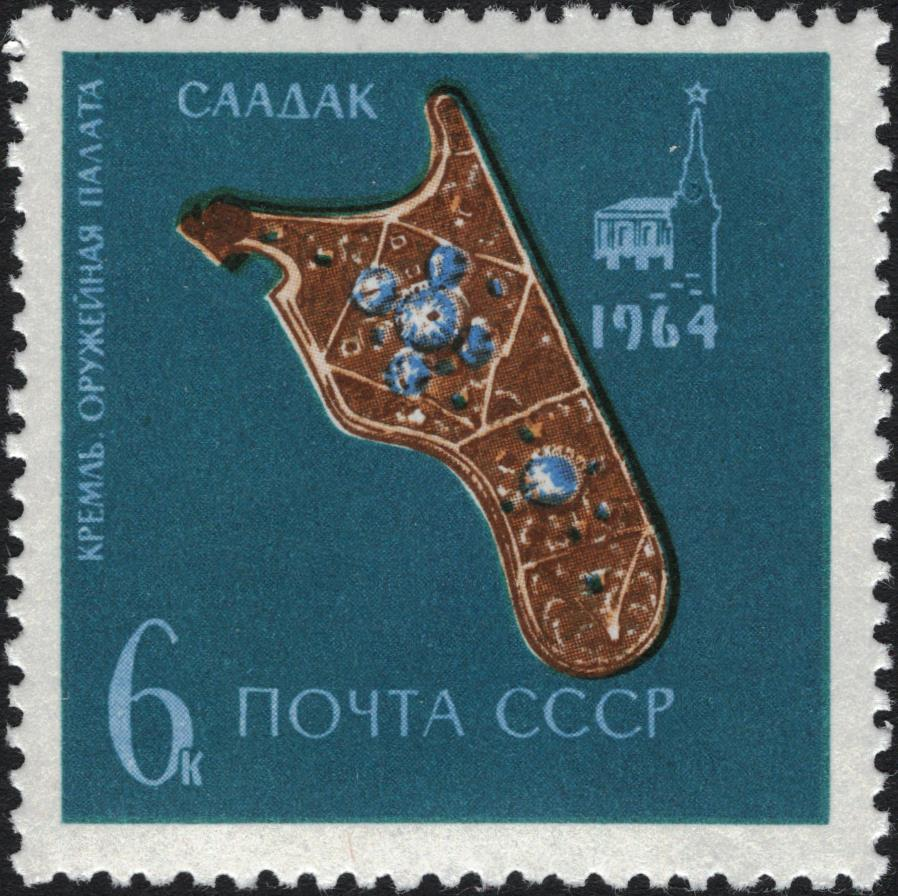
Почтовая марка СССР, 1964 год. «Оружейная палата» Музеев Московского Кремля. Золотой саадак — чехол для лука

Название произошло от тюрк. sadaq — «футляр для лука» ← от монг. sagadag, калм. саадг — «лук вместе со стрелами».

## В литературе
В это время из-за высоты, находившейся в полверсте от крепости,
показались новые конные толпы, и вскоре степь усеялась множеством людей,
вооружённых копьями и сайдаками. Между ими на белом коне ехал человек в
красном кафтане, с обнажённой саблею в руке: это был сам Пугачев.
— Александр Сергеевич Пушкин «Капитанская дочка»
В Нартском эпосе сагадак (осет. Сагъадахъ, Садахъ) является чудесным колчаном для стрел, обладающим способностью самостоятельно стрелять.